# Манго (муніципалітет)

Манго, Манґо (італ. Mango) — муніципалітет в Італії, у регіоні П'ємонт,  провінція Кунео.
Манго розташоване на відстані близько 470 км на північний захід від Рима, 60 км на південний схід від Турина, 60 км на північний схід від Кунео.
Населення — 1316 осіб (2014).

## Демографія
Населення за роками:

Станом на 1 січня 2023 року в муніципалітеті офіційно проживали 222 іноземці з 27 країн, серед них 53 громадяни країн Євросоюзу та 1 громадянин України.

## Сусідні муніципалітети
- Камо
- Кастіно
- Коаццоло
- Коссано-Бельбо
- Неїве
- Невільє
- Роккетта-Бельбо
- Санто-Стефано-Бельбо
- Треццо-Тінелла